# 揖斐川駅
揖斐川駅（いびがわえき）は、三重県桑名郡長島町（現・桑名市）にあった、近畿日本鉄道（近鉄）名古屋線の駅。

## 歴史
- 1938年（昭和13年）6月26日：関西急行電鉄の関急名古屋（現・近鉄名古屋） - 桑名間開通時に開業。
- 1940年（昭和15年）1月1日：参宮急行電鉄が関西急行電鉄を合併、参宮急行電鉄名古屋伊勢本線の駅となる。
- 1941年（昭和16年）3月15日：大阪電気軌道が参宮急行電鉄を合併、関西急行鉄道名古屋線の駅となる。
- 1944年（昭和19年）6月1日：関西急行鉄道の南海鉄道（現在の南海電気鉄道の前身）との合併に伴い、近畿日本鉄道の駅となる。
- 1948年（昭和23年）9月1日：休止。
- 1969年（昭和44年）5月15日：廃止。

## 隣の駅
近畿日本鉄道
名古屋線
桑名駅 - 揖斐川駅 - 近畿日本長島駅